# Siêu tạo hạt

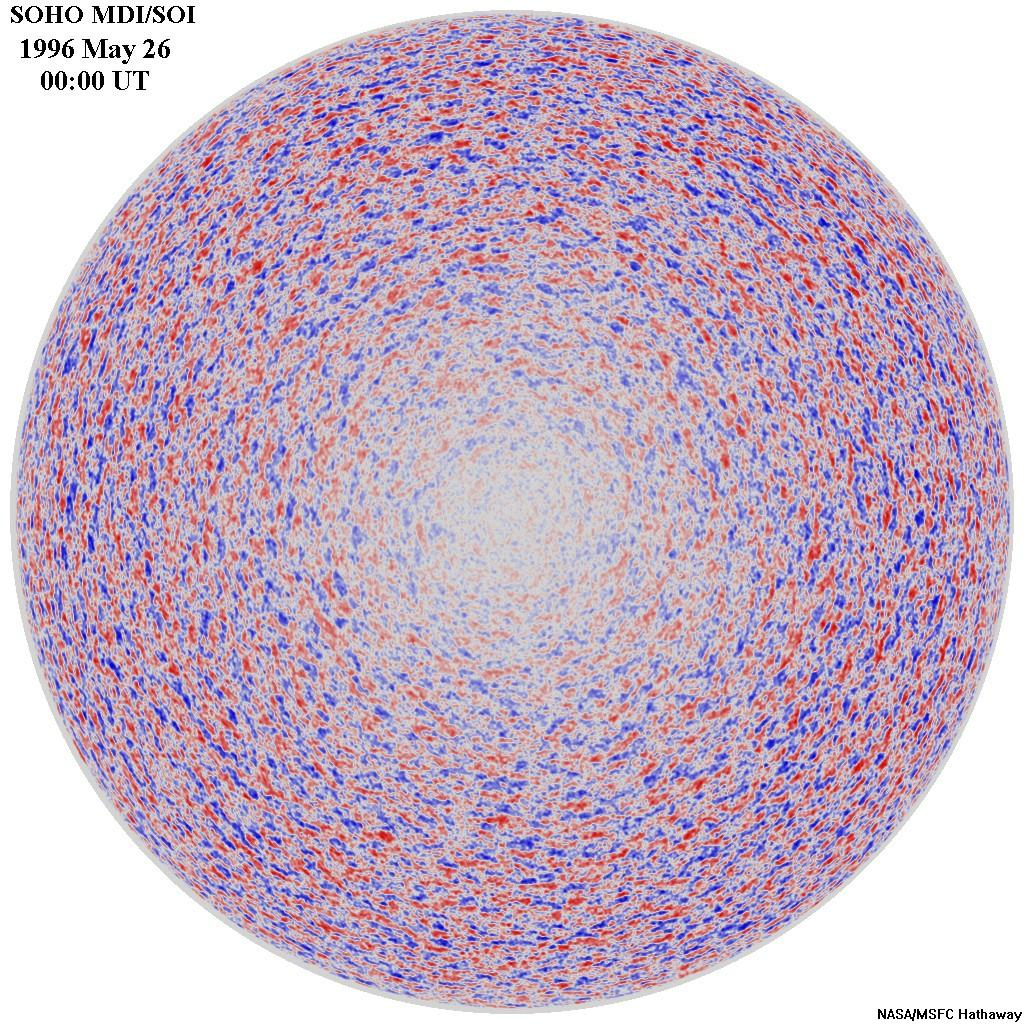
Siêu tạo hạt.

Siêu tạo hạt là một mô hình đặc biệt của các ô đối lưu trên bề mặt của Mặt Trời, gọi là các siêu hạt. Nó được A. B. Hart phát hiện trong thập niên 1950, bằng cách sử dụng các đo đạc vận tốc Doppler cho thấy các dòng chảy ngang trên quang cầu, với tốc độ dòng chảy khoảng 300 đến 400 m/s, một phần mười con số này trong các hạt nhỏ hơn. Các nghiên cứu sau này (trong thập niên 1960) của Leighton, Noyes và Simon đã thiết lập kích thước điển hình khoảng 30.000 đến 35.000 kilômét (19.000 đến 22.000 mi) cho các siêu tạo hạt với vòng đời khoảng 24-48 giờ.